# Jules Pfluger
Jules Ernst Pfluger (* 9. Mai 1916 in Härkingen; † 16. November 2008 in Wangen bei Olten) war ein Schweizer Heimatforscher des Kantons Solothurn.

## Leben
Pfluger war der ältere Bruder der Schriftstellerin und Sagensammlerin Elisabeth Pfluger. Er erhielt am 6. November 1942 das solothurnische Bezirkslehrerpatent und arbeitete von 1943 bis 1946 als Lehrer am Kollegium in Sarnen. Ab 1946 war Pfluger als Realschul-Lehrer in Reinach BL tätig. Diese Stelle behielt er bis 1956, als er schliesslich Bezirkslehrer in Solothurn wurde und diesen Posten bis zu seiner Pensionierung 1981 behielt.
Pfluger befasste sich stark mit der Geschichte des solothurnischen Gäus, insbesondere mit der Ortsgeschichte von Härkingen und verfasste 1963 gemeinsam mit seiner Schwester Elisabeth das Buch "Solothurnisches Gäu". 1980 folgte eine Festschrift zum 900-Jahre-Jubiläum der Ortschaft Härkingen. Nach seiner Pensionierung 1981 veröffentlichte Pfluger zahlreiche Artikel im Oltner Tagblatt über die Geschichte von Häusern und ihren Bewohnern in Härkingen und anderen Dörfern im solothurnischen Gäu. Aus diesen Zeitungsartikeln entstand schliesslich 1995 das Buch "Härkingen, alte Häuser und ihre Bewohner". Ausserdem befasste er sich mit der Erforschung historischer Kachelöfen. Für seine Verdienste wurde ihm das Ehrenbürgerrecht von Härkingen verliehen. Pfluger starb am 16. November 2008 in Wangen bei Olten und wurde in Härkingen beigesetzt. Sein Nachlass wurde mittlerweile der Zentralbibliothek Solothurn übergeben.

## Werke
- Solothurnisches Gäu. Solothurn : Staatskanzlei des Kantons Solothurn, [1963]
- 900 Jahre Härkingen : unser Dorf in Geschichte und Sage. Härkingen : Bürgergemeinde Härkingen, 1980
- Drei alte Zofinger Öfen im Gäu. In: Oltner Neujahrsblätter, 1984
- Alte Kirche Härkingen. Härkingen : Bürgergemeinde Härkingen, 1987
- Kirchenchor Härkingen 1827-1890-1990 : Jubiläumsschrift. Härkingen : Kirchenchor Härkingen, 1990
- Härkingen, alte Häuser und ihre Bewohner. Härkingen : Bürgergemeinde Härkingen, 1995